# Minardi M193
Der Minardi M193 war ein Formel-1-Rennwagen, der von Aldo Costa und Gustav Brunner entworfen und von Minardi in der die Formel-1-Weltmeisterschaft 1993 eingesetzt wurde.
Die Fahrer des Wagens waren zu Beginn der Saison Christian Fittipaldi und Fabrizio Barbazza, der nach dem Großen Preis von Deutschland durch Pierluigi Martini ersetzt wurde. Beim Grand Prix von Italien sorgte Fittipaldi für Aufsehen, als er sich bei einer Kollision mit seinem Teamkollegen beim Zieleinlauf überschlug. Für die letzten beiden Saisonrennen wurde Fittipaldi wiederum durch den Paydriver Jean-Marc Gounon ersetzt. Mit dem M193 errang Minardi sieben Punkte und belegte in der Konstrukteurswertung 1993 den achten Platz.
In den ersten Rennen der Saison 1994 kam die modifizierte Version M193B zum Einsatz.